# سیخ‌دارماهی
سیخ‌دارماهی (نام علمی: Ceratoichthys pinnatiformis) نام یک گونه از راسته سوف‌ماهی‌سانان است.